# Abby Travis
Abby Travis (Los Angeles, 1969. november 10.– ) amerikai zenész (basszusgitáros), dalszerző és előadó. Az 1990-es években több együttesben is basszusgitározott (The Go-Go’s, Eagles of Death Metal, Masters of Reality, The Bangles, KMFDM, Beck, Elastica), de önállóan is megjelentetett négy albumot (The Abby Travis Foundation (1998), Cutthroat Standards & Black Pop (2000), GlitterMouth (2006), IV (2012)).

## Élete
Anyja Alice Travis Germond, apja Larry Travis Emmy-díjas operatőr volt. Előadói karrierje 1986-ban indult, a Los Angeles-i The Lovedolls együttes basszusgitárosaként, amellyel 1989-ben egy albumot is kiadtak, Love One Another címmel. Ugyanebben az évben a The Rails nevű poptrió tagja is lett.
Az 1990-es évektől számos rockzenekarban zenélt turnézó és stúdiózenészként, szükség szerint vokált is vállalt. 1992-ben a Spinal Tap együttest kísérte annak turnéján, 1993-ban Vanessa Paradist kísérte el a franciaországi turnéjára, 1995-96-ban a Beck és az Elastica együttesekben játszott. 1997-ben a KMFDM nevű együttes egy albumának felvételében működött közre, nemcsak hangszeres zenészként, de énekesként is; az album feljutott a Billboard 200-as listára is, ahol a 189. helyet érte el.
Következő nagyobb turnéja a Gibby Haynes and His Problem együttessel volt, 2004-ben; ebben az időszakban szólókarrierbe is kezdett. 2010-11-ben az Eagles of Death Metallal és a Masters of Realityvel zenélt együtt.

### The Bangles
2005-ben a sikerei csúcsán, 1989-ben feloszlott, majd majdnem egy évtizedes szünet után újjáalakult Bangles együttesből kilépett az addigi frontemberek egyike, Michael Steele basszusgitáros, akinek a helyére Abby lépett. Az együttesnek 2008-ig maradt a tagja, ebben az évben, még a kilépése előtt felvettek egy olyan dalt is, amelynek ő volt a szerzője (Lies).

### The Go-Go’s
2012-ben a The Go-Go’s együttes a weboldalán jelentette be, hogy egyik tagjuk, Kathy Valentine megsérült, és a helyére egy akkori turnéjuk hátralévő állomásaira Abby Travis áll be. Valentine úgy tervezte, hogy felépülése után újból csatlakozik a zenekarhoz, de az együttes 2013. március 8-án bejelentette, hogy mégsem tér vissza. Abby azóta is részt vesz basszusgitárosként a zenekar turnéin.

## Szólókarrier
Abby 1997-ben jelentette meg első szólóalbumát, The Abby Travis Foundation címmel, melynek kiadója a You Seem Like a Nice, Well Adjusted Person Records volt, a lemezen Redd Kross, Gerre Fennell és Danny Frankel működött közre. Második albuma a Cutthroat Sandards and Black Pop címet kapta, ezt az Educational Recordings adta ki 2000-ben, megjelenése után a Roxy Music Abby hangját Nina Simone-éhez és Marlene Dietrichéhez hasonlította. 2006-ban ugyanennél a kiadónál jelent meg harmadik, Glitter Mouth című albuma, eddigi utolsó, negyedik szólólemeze pedig 2012-ben került a boltokba, IV címmel. Music critic Steve Hochman (California Report) compared it to glam-era David Bowie. Ez utóbbi album megjelentetése után országos turnéra indult Jon Skibic gitárossal, Claude Coleman dobossal és Joe McGinty billentyűssel.

## Színészként
Abby első filmszerepében Jane Fondát alakította a Weatherman '69 című, 1989-es, Raymond Pettibon által rendezett filmben, még ugyanabban az évben közreműködött a szintén Pettibon által rendezett The Book of Manson című filmben is. 1994-ben a Marita Giovanni által rendezett, leszbikus témájú Bar Girls című romantikus vígjátékban szerepelt, majd punkzenészt alakított a 2000-ben bemutatott Shadow Hours című Isaac H. Eaton-filmben. Játszott a The Devil's Muse című 2007-es krimiben (Ramzi Abed), és visszatérő szereplő 2009 óta Justin Tanner Ave 43 című webes sorozatában is.